# Effusiella amparoana
Effusiella amparoana é uma espécie de orquídea (Orchidaceae) que existe na Costa Rica e Panamá.